# Jasur Hasanov
Jasur Hasanov (ros. Жасур Орзикулович Хасанов, Żasur Orzikułowicz Chasanow; ur. 2 sierpnia 1983 w Dżyzaku) – uzbecki piłkarz występujący na pozycji pomocnika w katarskiej drużynie Lekhwiya Sports Club.

## Kariera piłkarska
Jasur Hasanov jest wychowankiem klubu So'g'diyona Dżyzak. Przed sezonem 2003 przeszedł do innej uzbeckiej ekipy - Navbahor Namangan. Po dwóch latach trafił do zespołu Mash'al Muborak. W 2008 podpisał kontrakt z drużyną Bunyodkor Taszkent. W swym pierwszym sezonie w barwach tej ekipy wywalczył mistrzostwo I ligi uzbeckiej. Sukces ten powtórzył w kolejnych dwóch latach. W 2010 przeniósł się do bahrańskiego klubu Lekhwiya.
Jasur Hasanov w 2007 zadebiutował w reprezentacji Uzbekistanu. Z zespołem narodowym brał udział w eliminacjach do Mundialu w RPA. W 2011 został powołany na Puchar Azji. Uzbecy zajęli 1. miejsce w swojej grupie i awansowali do dalszej fazy.

### Sukcesy

#### Bunyodkor Taszkent
- Zwycięstwo
  - Oʻzbekiston Oliy Ligasi: 2008, 2009, 2010

#### Mash'al Muborak
- Drugie miejsce
  - Oʻzbekiston Oliy Ligasi: 2005